# Капор
Это статья о головном уборе. Статью о сербском писателе и художнике см. Капор, Момо

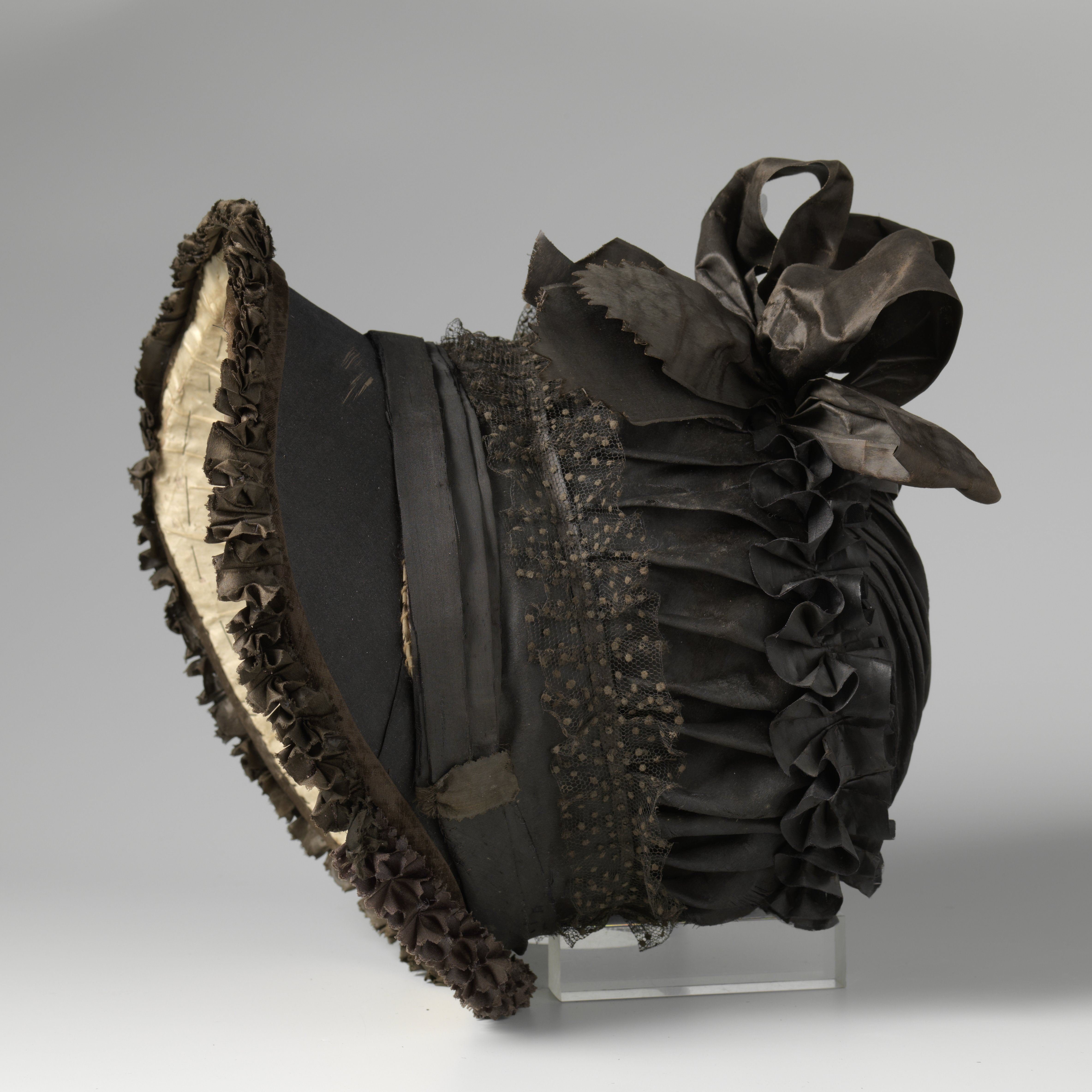
Капор 1815—1820 годов, Рейксмюсеум (Нидерланды)

Ка́пор — женский головной убор эпохи бидермейера, соединяющий в себе черты чепца и шляпы.
У капора высокая шляпная тулья (для убранных на затылок волос) и обрамляющие лицо широкие жёсткие поля, сужающиеся к затылку. Капор удерживался на голове мантоньерками — широкими лентами, завязывавшимися под подбородком бантом.
Капор изначально появился в Европе на рубеже XIX века в одежде служанок, однако со временем завоевал популярность и у их хозяек. Популярность этого дамского головного убора пришлась на период с 1815 по 1840 годы. Капор вышел из моды к 1860-м годам, но вновь вошёл в моду в начале 1890-х годов.

## Галерея

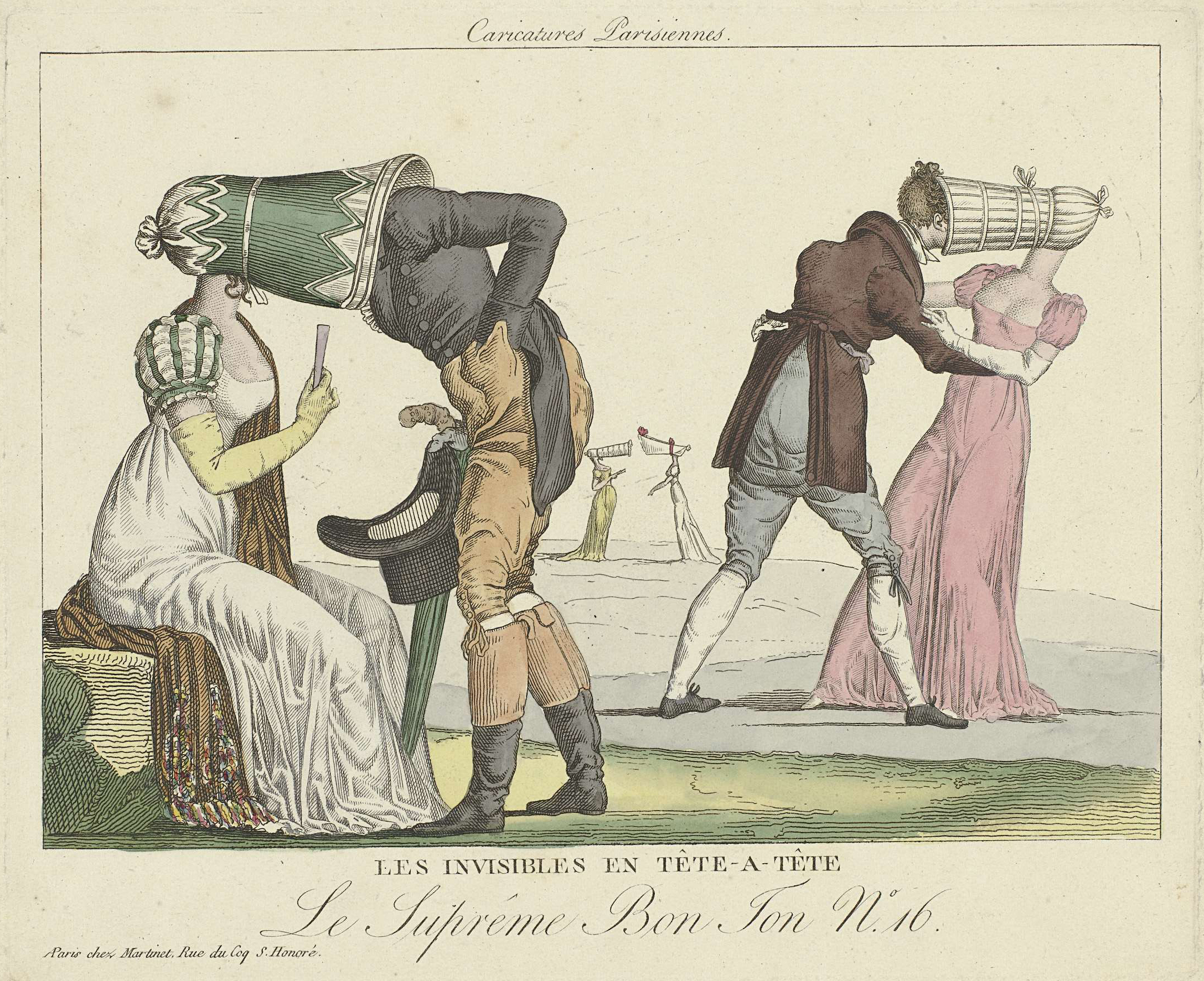
Карикатура 1810 года
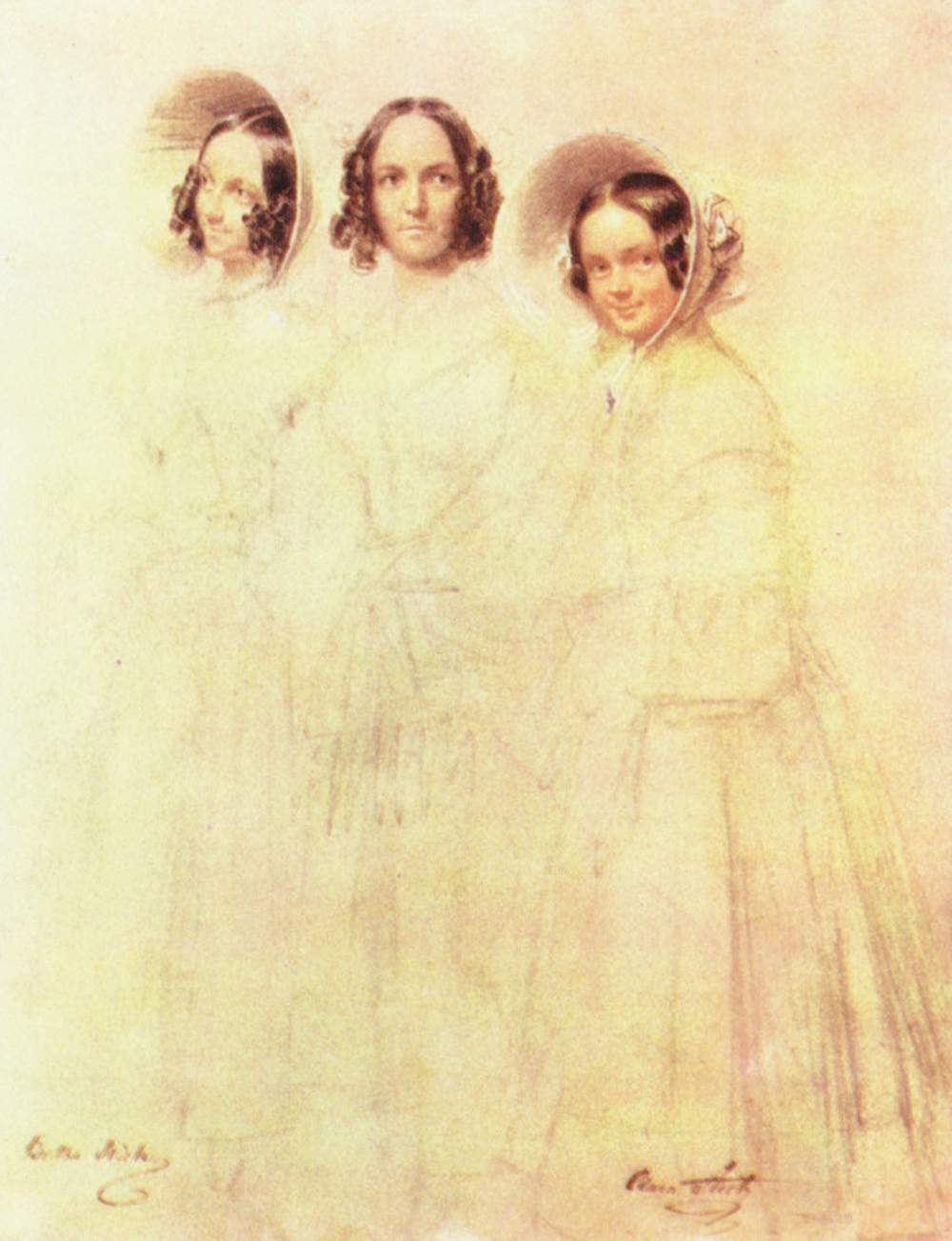
Девушки в капорах на картине Франца Крюгера. 1829
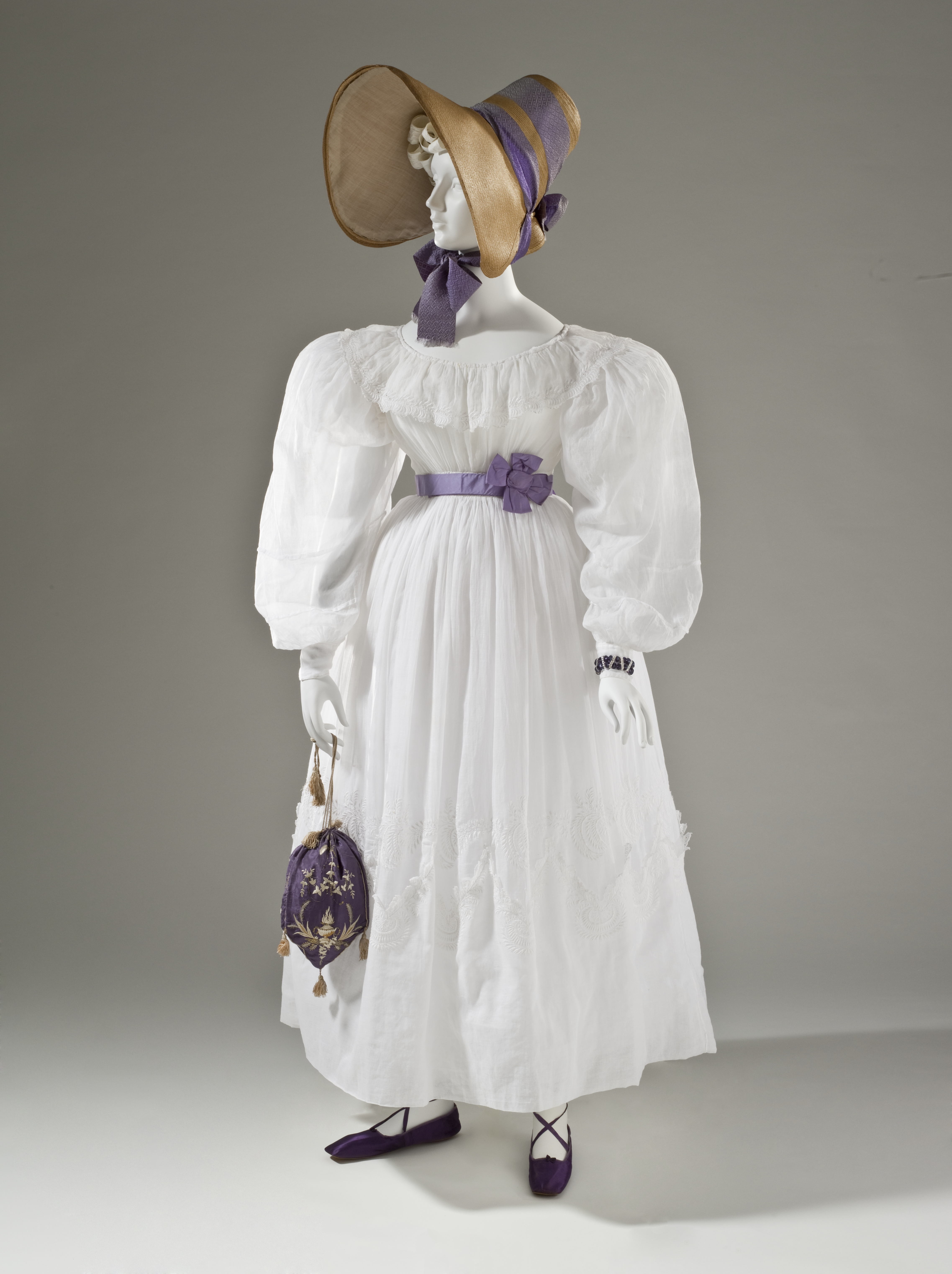
1830
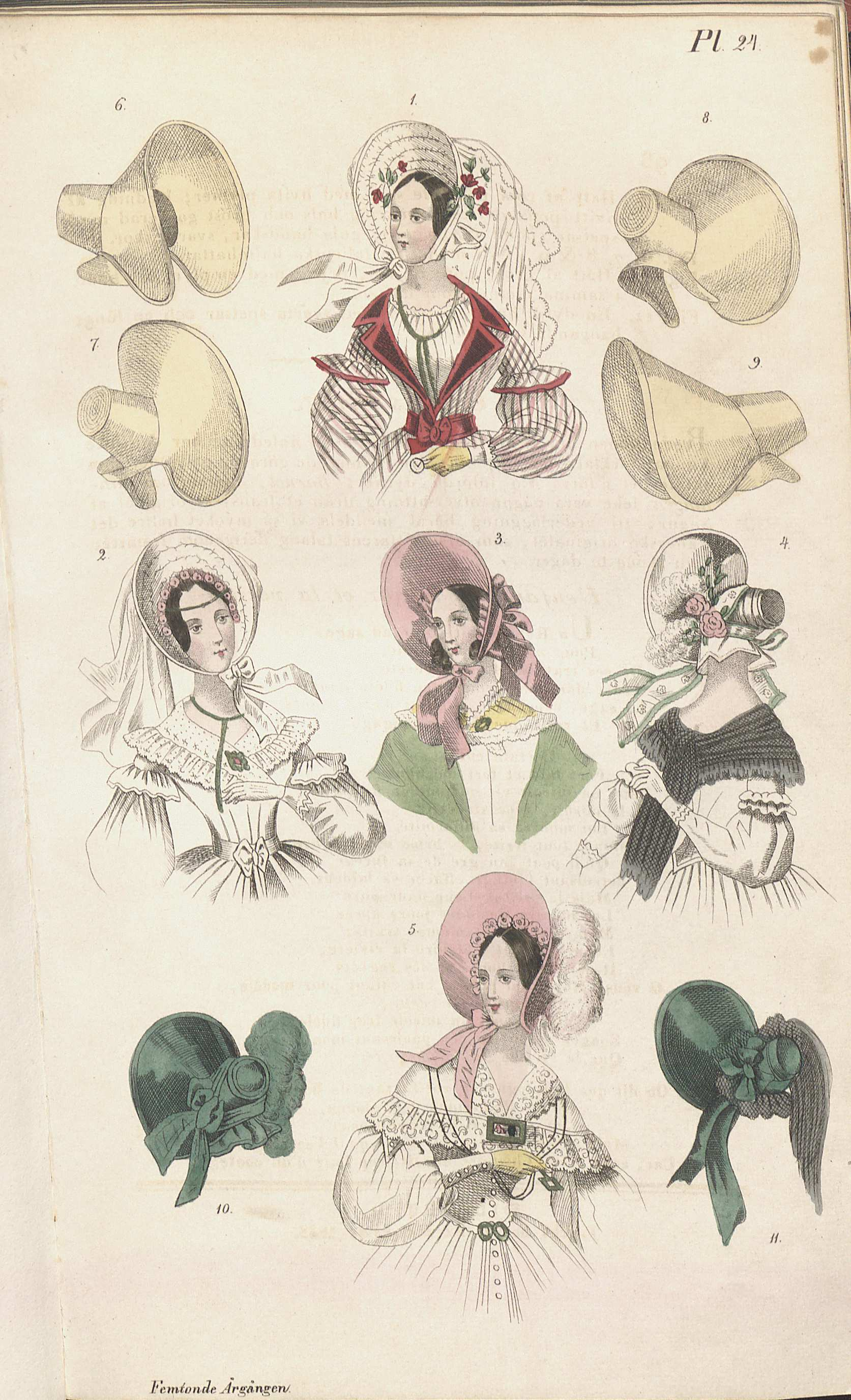
1838